# Giovanni Cambiaso
Giovanni Cambiaso (Val Polcevera, 1495 – 1579) è stato un pittore italiano, padre del più celebre Luca.

## Biografia
Nato nella Val Polcevera, fu amico di Antonio Semino e conobbe numerosi artisti attivi a Genova nella prima metà del XVI secolo come Carlo Braccesco, Perin del Vaga, Domenico Beccafumi ed il Pordenone. Attribuzioni certe del Cambiaso sono gli affreschi nella chiesa delle Grazie ad Isolabona e nella chiesa di Nostra Signora del Canneto a Taggia oltre a delle pale d'altare conservate sempre a Taggia e nella chiesa dei Santi Cornelio e Cipriano di Serra Riccò.
Costretto a recarsi a Moneglia per la presenza di truppe nemiche alla repubblica di Genova nella valle natia, lì vi nacque, il 18 ottobre 1527, il figlio Luca di cui fu primo maestro e collaboratore a partire dal 1544.